# Santa Marta de Tera

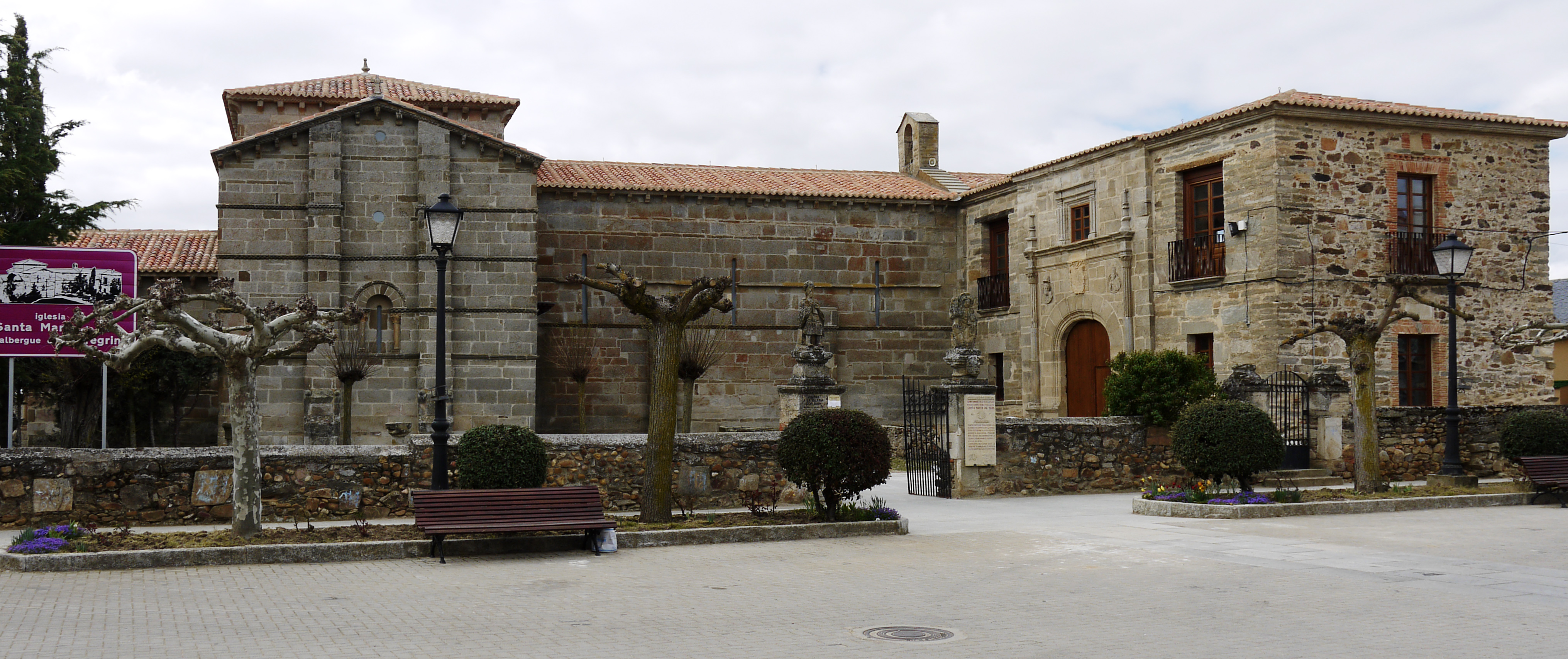
Iglesia Santa Marta de Tera

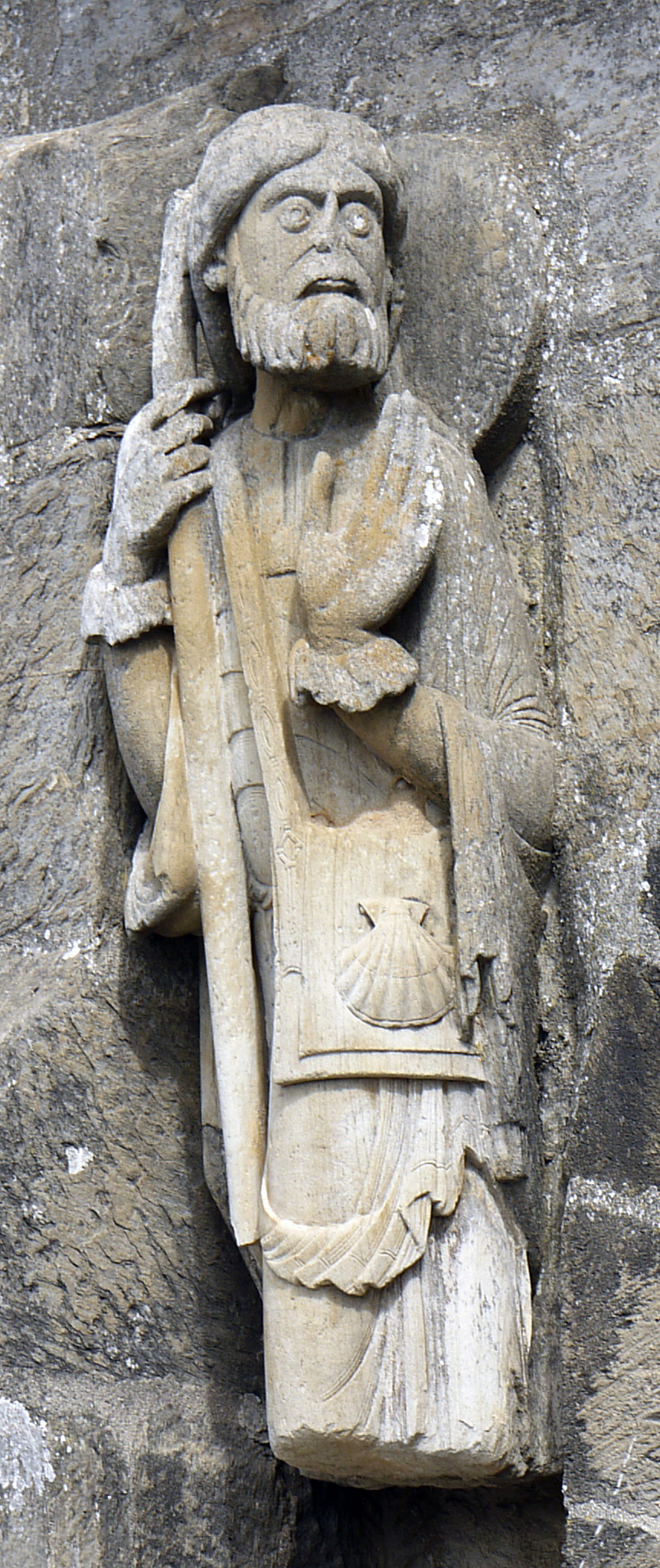
Sankt Jakob

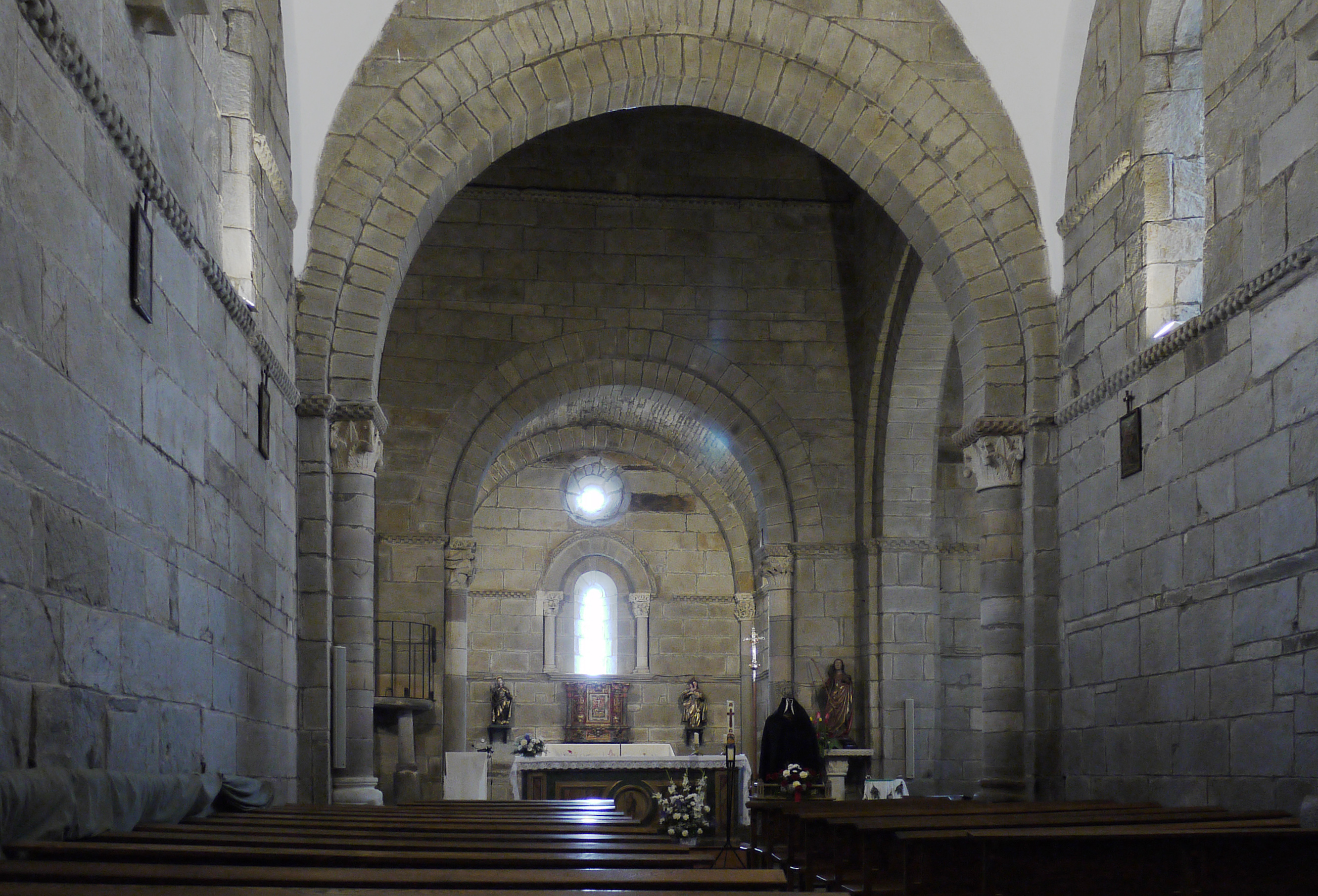
Interiör från kyrkan

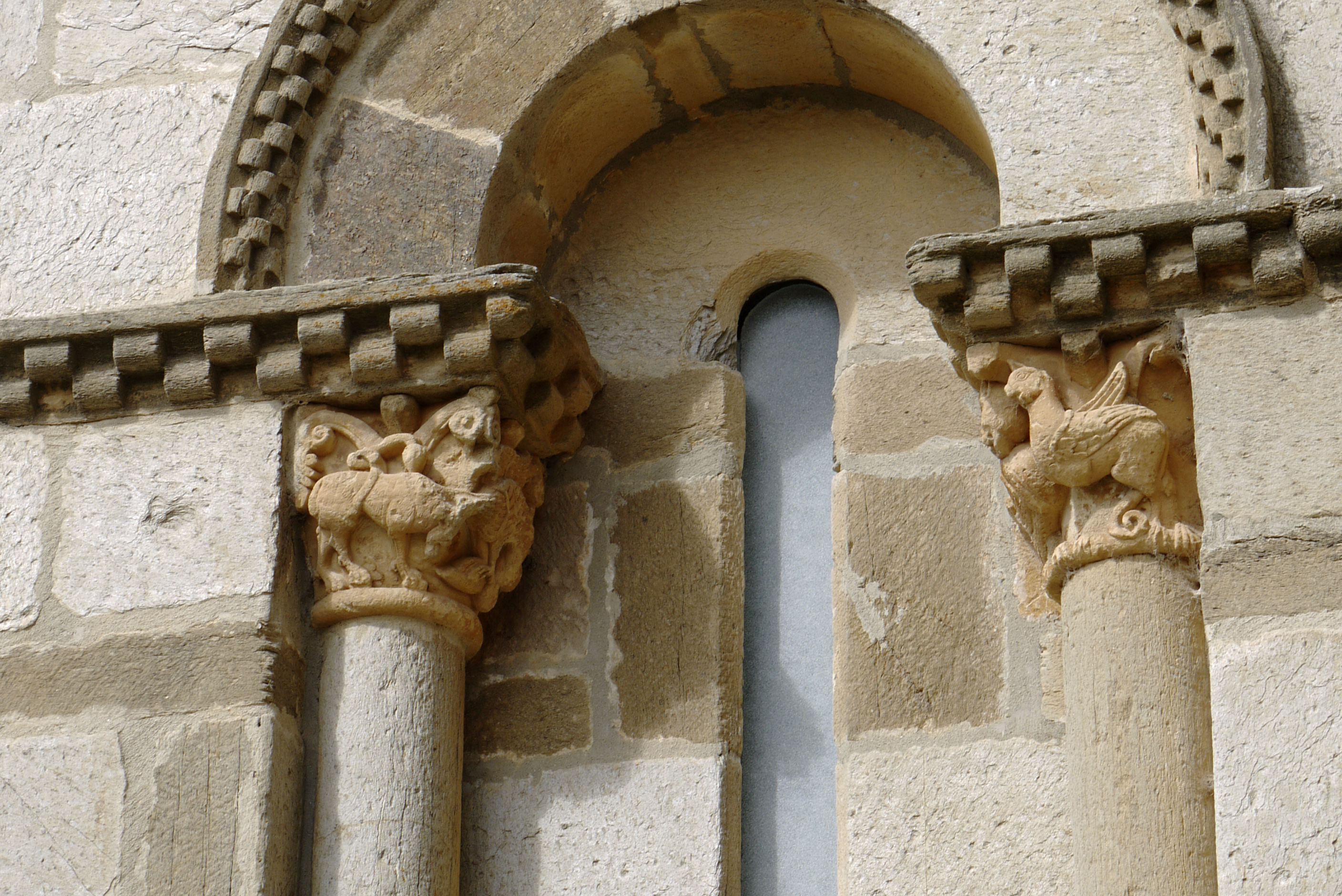
Skulpterade kapitäl

Santa Marta de Tera är ett litet samhälle i kommunen Camarzana Tera, belägen i regionen Benavente y Los Valles, i provinsen Zamora, i den autonoma regionen Kastilien och Leon (Spanien). Befolkningen uppgår till cirka 300 personer.
Det här lilla samhället är mest känt för den kyrka som ligger vid Plaza Mayor. 

## Den romanska kyrkan
Kyrkan som kallas Iglesia Santa Marta de Tera, är byggd under 1000-talet. Vid slutet av varje år besöks platsen av många turister som kommer för att besöka kyrkan liksom de pilgrimer som vandrar El Camino de Santiago. Under senaste åren har byggnaden och det intilliggande klostret restaurerats, vilka var i dåligt skick. De öppnades igen den 29 december 2008 med en ceremoni i närvaro av höga politiska och religiösa befattningshavare i provinsen.
Kyrkorummet är ett latinskt kors, med en rektangulär absid. Byggnaden är känd för sina skulpturer, speciellt märks statyn av pilgrimen Sankt Jakob, och de rikt skulpterade kapitälen under rundbågarna. 

## Härbärge för pilgrimer
I rådhuset finns också ett vandrarhem för pilgrimer, med boende för tio personer. Platsen har haft stor betydelse som härbärge för pilgrimer på väg till Santiago de Compostela längs Vía de la Plata. 

## Festdagar
- 23 februari: Santa Marta firas.
- 13 juni: festival som tillägnas stadens skyddshelgon, San Antonio. Festen anordnas helgen efter denna dag.
- 29 juli: fest som anordnas av byns kvinnor med viss hjälp från kommunen.

Den här artikeln är helt eller delvis baserad på material från spanskspråkiga Wikipedia, Santa Marta de Tera, 22 april 2010.

## Fotnoter och källor
1. ↑  http://www.camarzanadetera.es Arkiverad 27 september 2011 hämtat från the Wayback Machine.